# Нидер-Олм
Нидер-Олм (њем. Nieder-Olm) град је у њемачкој савезној држави Рајна-Палатинат. Једно је од 66 општинских средишта округа Мајнц-Бинген. Према процјени из 2010. у граду је живјело 8.887 становника. Посједује регионалну шифру (AGS) 7339042.

## Географски и демографски подаци
Нидер-Олм се налази у савезној држави Рајна-Палатинат у округу Мајнц-Бинген. Град се налази на надморској висини од 150 метара. Површина општине износи 11,2 km². У самом граду је, према процјени из 2010. године, живјело 8.887 становника. Просјечна густина становништва износи 791 становника/km².

## Међународна сарадња
| Мјесто    | Држава    | Врста сарадње | Од    |
| --------- | --------- | ------------- | ----- |
|           | Пољска    | партнерство   | 1996. |
| Бусоленго | Италија   | партнерство   | 1984. |
|           | Француска | партнерство   | 1969. |
|           | Шпанија   | партнерство   | 1990. |
| Извор     |           |               |       |